# Jonathan Tehau
Jonathan Tehau (Papeete, 5 de janeiro de 1988) é um futebolista taitiano que atua como atacante. Atualmente joga pelo AS Tamarii Faa'a e defende a Seleção Taitiana de Futebol. Ele é irmão dos gêmeos Lorenzo Tehau e Alvin Tehau, e primo de Teaonui Tehau, que também jogam na seleção taitiana.
Ele marcou o gol mais importante da história da Seleção do Taiti numa partida da Copa das Confederações de 2013 no Brasil. No jogo contra a Nigéria ele marcou o primeiro gol do Taiti fora do seu continente. A partida terminou 6 a 1 para a Nigéria.

## Copa das Nações da Oceania de 2012
Tehau foi um dos vinte e três convocados pelo técnico Eddy Etaeta para jogar pelo Taiti. Nas suas aparições no torneio, jogou principalmente de volante, e marcou seu primeiro gol pela seleção contra a Samoa no Grupo A, no primeiro jogo. Marcou de novo nesta partida, que terminou em 10x1 para o Taiti. Fez dois gols novamente contra Vanuatu, no último jogo do grupo, e um gol nas semi-finais contra as Ilhas Salomão. Também jogou no final do campeonato contra a Nova Caledônia. O jogo terminou em 1x0 para o Taiti, que se sagrou campeão continental pela primeira vez em sua história.

## Copa das Confederações de 2013
Jonathan foi convocado novamente, em conjunto com seus irmãos Alvin, Lorenzo, e o primo Teaonui. Na primeira partida do Taiti, contra a Nigéria, marcou um gol histórico, o primeiro da seleção em partidas internacionais. Porém, seis minutos depois, marcou um gol contra. A Nigéria venceu por 6x1, e Tehau também jogou contra a Espanha e o Uruguai.

## Gols internacionais
| # | Data                | Oponente      | Campeonato                          | Estádio                                     | Gol | Placar |
| - | ------------------- | ------------- | ----------------------------------- | ------------------------------------------- | --- | ------ |
| 1 | 1 de junho de 2012  | Samoa         | Copa das Nações da OFC de 2012      | Lawson Tama Stadium, Honiara, Ilhas Salomão | 2-0 | 10-1   |
| 2 | 1 de junho de 2012  | Samoa         | Copa das Nações da OFC de 2012      | Lawson Tama Stadium, Honiara, Ilhas Salomão | 7-1 | 10-1   |
| 3 | 5 de junho de 2012  | Vanuatu       | Copa das Nações da OFC de 2012      | Lawson Tama Stadium, Honiara, Ilhas Salomão | 2-0 | 4-1    |
| 4 | 8 de junho de 2012  | Ilhas Salomão | Copa das Nações da OFC de 2012      | Lawson Tama Stadium, Honiara, Ilhas Salomão | 1-0 | 1-0    |
| 5 | 17 de junho de 2013 | Nigéria       | Copa das Confederações FIFA de 2013 | Mineirão, Belo Horizonte, Brasil            | 1-3 | 1-6    |